# Pla de la Seu (Tarragona)
El Pla de la Seu és una plaça de Tarragona, situada al davant de l'entrada de la Catedral de Tarragona, protegida com a Bé Cultural d'Interès Local.

## Descripció
Plaça central i històrica de la ciutat de Tarragona on trobem els edificis d'època medieval més emblemàtics. Està presidida per la Catedral i trobem casals gòtics com l'antiga rectoria i la Casa Balcells. Molt a prop de la plaça, a l'últim tram del carrer Major hi havia també l'antic ajuntament, la casa de l'abat de Poblet.
Cal tenir en compte la preservació ambiental dels accessos a la plaça, tant des del carrer Major com des del carrer de les Coques.

## Història
La plaça pren rellevància a partir de la consagració de la catedral el 1331, moment en què es transforma degut a la construcció de nous edificis, com el porticat del carrer Merceria o l'ennobliment de les cases que es trobaven en ella, com és el cas de la Rectoria o de la casa del Cambrer.
La plaça patirà diverses transformacions al llarg del segles, com són la construcció de les cases amb porxos que s'obren a ella entorn als segles xvii o XVIII. Les escales del pla de la Seu són conegudes des d'època medieval com les "Grasses de la Seu". Hi ha
testimonis escrits de la seva existència des del segle xiv, quan es varen construir amb els carreus de pedra que formaven part del pla de Sant Fructuós. L'any 1798 es van construir dues fonts, una a cada lateral de l'arrencament de les mateixes.